# Trollz (canção)
"Trollz" (estilizado em letras maiúsculas) é uma canção do rapper norte-americano 6ix9ine e da rapper trinidiana-americana Nicki Minaj. É o segundo single do segundo álbum de estúdio de 6ix9ine, TattleTales. Ele foi adiado duas vezes antes de ser lançado em 12 de junho de 2020, na sequência de "Gooba", lançado quatro semanas antes. Foi escrito pelos próprios artistas, juntamente com os produtores Sadpony e Jahnei Clarke, este último também fez parte da produção de "Gooba". A música marcou a terceira colaboração entre os artistas, depois de "Fefe" e "Mama", ambas lançadas em 2018. Liricamente, a música tem como alvo os trolls da internet. Em 16 de junho de 2020, uma nova versão da música foi lançada, com diferença na batida e no verso de Minaj.

## Antecedentes
Depois de ter sido libertado da prisão no início de abril de 2020, Hernandez lançou seu primeiro single após sua sentença de prisão em 8 de maio de 2020, intitulado "Gooba". Em 17 de maio de 2020, ele anunciou que faria um breve hiato nas redes sociais e lançaria um vídeo na sexta-feira seguinte. Ele também prometeu uma nova música em 22 de maio, se "Gooba" receber 10.000 downloads. No entanto, o lançamento programado foi posteriormente adiado para 29 de maio. Em 23 de maio, ele pediu aos fãs que criassem o título da música do seu próximo single, que acabou por ser "Trollz". Pouco tempo depois, Hernandez postou um vídeo dele confirmando o título. O rapper revelou ainda que a música tem participação de outro artista. Em 3 de junho, o 6ix9ine anunciou que a música foi novamente adiada para 12 de junho, afirmando que é "por respeito ao que estamos passando no momento".
Nicki Minaj foi a suspeita e especulado que estaria na música, depois de ter visitado o 6ix9ine para filmar o videoclipe em maio de 2020. Em 10 de junho de 2020, foi confirmado que Nicki Minaj é a artista convidada anunciado anteriormente, através de seu site oficial.

## Desempenho nas tabelas musicas

### Posições
| Tabela musical (2020)                        | Melhor posição |
| -------------------------------------------- | -------------- |
| Austrália (ARIA)                             | 45             |
| Bélgica (Ultratip da Valônia)                | 33             |
| Bélgica (Ultratip de Flandres)               | 36             |
| Canadá (Canadian Hot 100)                    | 4              |
| Chéquia (Singles Digitál Top 100)            | 17             |
| Escócia (Official Charts Company)            | 11             |
| Eslováquia (Singles Digitál Top 100)         | 2              |
| Estados Unidos (Billboard Hot 100)           | 1              |
| Estados Unidos (Billboard R&B/Hip-Hop Songs) | 1              |
| França (SNEP)                                | 45             |
| Irlanda (IRMA)                               | 12             |
| Itália (FIMI)                                | 60             |
| Nova Zelândia (RMNZ)                         | 3              |
| Países Baixos (Mega Single Top 100)          | 51             |
| Reino Unido (UK Singles Chart)               | 12             |
| Suécia (Sverigetopplistan)                   | 51             |
| Suíça (Schweizer Hitparade)                  | 8              |

## Históricos de lançamentos
| País   | Data                | Formatoa                                      | Gravadora                   | Ref.   |
| ------ | ------------------- | --------------------------------------------- | --------------------------- | ------ |
| Vários | 12 de junho de 2020 | Download digital streaming 7-inch CD cassette | Create Music Group Scumgang | [ 11 ] |